# Персида Шумановић
Персида Шумановић (рођена Тубић; Шид, 1875 — Шид, 1968) била је српска добротворка и мајка српског сликара Саве Шумановића. Успела је да после трагичне смрти сина, сачува његове слике, које је поклонила граду Шиду 1952. године, од којих је основана Галерија слика „Сава Шумановић“.

## Породица Тубић
Презиме Тубић у Шиду се први пут помиње 70-их година 18. века. Родоначелником породице од које потиче Персида Шумановић, може се сматрати Стојко Плавшић (вероватно Плавшин син), чији је унук Станко први забележен са презименом Тубић.
Отац Персиде Шумановић, Сава Тубић, био је по занимању трговац. Оженио се из шидске трговачке породице Драгин. Сава и Христина Тубић су имали седморо деце од којих је поживело само четворо – Стеван, Персида, Симеон и Лепосава. Сва деца су се школовала и стекла високо образовање на тада престижним факултетима и лицејима у Немачкој, Бечу и Печују. Тако да је и Персида, као девојка добила одлично школовање у бечким и печујским лицејима, а већ са 19 година се удала за Милутина Шумановића.

## Удаја за Милутина Шумановића
Милутин и Персида Шумановић су имали сина јединца Саву, који се родио у Винковцима 22. јануара 1896. године. Током последње деценије 19. века Милутин Шумановић је обављао функцију управника шумарије у Винковцима. Због болести се превремено пензионисао, па се са супругом и сином вратио у Шид, 1900. године. У Шиду се посветио вођењу великог поседа и производњи вина. У кући је отворио уговорну пошту коју је водила његова супруга. На тај начин, госпођа Персида се сврстала у ретке жене које су на самом почетку 20. века водиле сопствени посао.
Уједно, због болести супруга, без икаквог проблема је водила целокупно имање, и омогућила породици да одржи свој капитал. Поред тога, Персида је од првог дана била највећа подршка сину Сави у остваривању његове жеље да постане сликар. Свакако не треба занемарити и Милутинову моралну и материјалну подршку. Као глава породице сложио се са Персидиним предлогом да Сава упише Привремену вишу школу за умјетност и умјетнички обрт у Загребу. Родитељска, нарочито мајчина подршка наставила се и касније у току Савиног боравка у Паризу.
Строгост али и правичност Персиде Шумановић огледа се и у њеном односу са помоћницом Маријом Демшар. Марија је 1941. године интернирана из Словеније у Шид у оквиру нацистичке „идеологије однарођивања”. У моменту њеног довођења у Шумановићеву кућу, Персида је одбила да је прими као странкињу. У наредне четири године, однос газдарице и помоћнице прешао је све националне и религиозне препреке и развио се у однос мајке и кћерке. Персида је августа 1945. године испратила Марију као своју кћерку. Поред писмене препоруке, новца, хране и пића, Персида је Марији поклонила и једну столицу како не би стајала у возу на путу до куће. Марија је ту столицу чувала све до своје смрти, да би је њена кћерка, Марија Станоник, 2011. године, поклонила галерији слика.

## Други светски рат
Други светски рат је госпођи Персиди узео највредније у животу, сина јединца. Сава Шумановић је ухапшен у усташкој рацији августа 1942. године, и потом стрељан заједно са 120 суграђана у Сремској Митровици. Његово тело никад није идентификовано, остало је у масовним гробницама поред српског православног гробља у Сремској Митровици. Уместо сахране сина, живот јој је дао прилику да сачува синовљеве слике, да оствари његову жељу да његова уметност буде сачувана у његовом Шиду.

## Оснивање галерије
На десетогодишњицу смрти њеног сина, Персида Шумановић је поклонила граду породичну кућу, седам јутара винограда и 417 слика за оснивање галерије. Персида Шумановић се тако сврстала у ред највећих дародаваца у српском народу и омогућила је свом сину да вечно живи кроз његову галерију у Шиду.
Коначну сатисфакцију и најбољу потврду сопственог труда и залагања добила је посетом председника СФРЈ Јосипа Броза Тита, 1965. године. У оно време, привилегија малобројних да их лично посети Тито, потврдила је историјски значај Персиде Шумановић у очувању наше уметничке баштине и националног блага.
Госпођа Персида Шумановић је умрла 18. јуна 1968. године.

## Напомена
1. ↑  Сликано са паноа поводом обележавања 50 годишњице смрти Персиде Шумановић у Галерији слика „Сава Шумановић” у Шиду, 18. јуна 2018. Оригинална фотографија је у власништву Мирјане Бакочевић Николић)